# Dostonbek Tursunov
Dostonbek Tursunov, (Oltiariq, (Uzbekistan), 13 de juny de 1995) és un futbolista uzbek.

## Trajectòria
Tursunov va començar la seva carrera professional el 2015 al Neftcha (Fergana) club de la Súper Lliga d’Uzbekistan, i el 2016 va jugar en al Kokand 1912, club que també juga a la Lliga s'Uzbekistan. L’any següent (2017), Dostonbek Tursunov va jugar al Meralurh (Bekabad), però a mitja temporada va ser traspassat el Neftchi (Fergana).

### Clubs que ha jugat
| Club                | País          | Any         |
| ------------------- | ------------- | ----------- |
| FK Neftchi Fergana  | Uzbekistan    | 2015        |
| Kokand 1912         | Uzbekistan    | 2016        |
| Metallurg Bejabad   | Uzbekistan    | 2017        |
| FK Neftchi Fergana  | Uzbekistan    | 2017 - 2018 |
| Renofa Yamaguchi FC | Japó          | 2019 - 2020 |
| Busan IPark FC²     | Corea del sud | 2020 -      |

## Club Actual
Dostonbek Tursunov, es un futbolista del Chongqing Lianjiang Athletic, (club de la lliga xinesa). En aquest club que es va unir el 26 de febrer de 2021. La seva posició actual es de defensa central. El 23 d’agost de 2021 Dostonbek tenia un valor de mercat de 700 mil euros.
Dostonbek porta el dorsal número 33

### Estadístiques club actual
| Data                  | Oponent         | Resultat | Posició           | Gols              | temps             |
| --------------------- | --------------- | -------- | ----------------- | ----------------- | ----------------- |
| 20 d’abril de 2021    | SD taishan      | 0-2      | Quarentena        | Quarentena        | Quarentena        |
| 26 d’abril de 2021    | Ciuata GZ       | 3-1      | No a la plantilla | No a la plantilla | No a la plantilla |
| 3 de maig de 2021     | CZ Mighty Lions | 2-2      | No a la plantilla | No a la plantilla | No a la plantilla |
| 8 de maig de 2021     | QD FC           | 1-0      |                   |                   | 35’               |
| 9 de maig de 2021     | HN S. Longmen   | 3-2      | No a la plantilla | No a la plantilla | No a la plantilla |
| 15 de maig de 2021    | QD FC           | 1-0      | A la banqueta     | A la banqueta     | A la banqueta     |
| 18 de juliol de 2021  | GuaZ FC         | 3-1      | SW                |                   | 90’               |
| 21 de juliol de 2021  | SZ FC           | 0-3      |                   |                   | 81’               |
| 24 de juliol de 2021  | SD taishan      | 3-1      |                   |                   | 90’               |
| 27 de juliol de 2021  | Ciuata GZ       | 4-0      |                   | 1                 | 90’               |
| 30 de juliol de 2021  | CZ Mighty Lions | 1-1      |                   |                   | 71’               |
| 2 d’agost de 2021     | HN S. Longmen   | 1-0      |                   |                   | 45’               |
| 8 d’agost de 2021     | GuaZ FC         | 1-5      |                   |                   | 88’               |
| 8 de setembre de 2021 | SZ FC           | 2-1      |                   | 1                 | 45’               |

Plantilla: 10, Onze inicial: 9, Substitut a :0, A la banqueta: 1, Sancionats: 0, Lesionats: 1
| Data del partit  | Data                 | Oponent        | Resultat | Posició           | Gols              | Minuts            |
| ---------------- | -------------------- | -------------- | -------- | ----------------- | ----------------- | ----------------- |
| Quarta ronda     | 13 d’octubre de 2021 | WH Tres Pobles | 2-0      | No a la plantilla | No a la plantilla | No a la plantilla |
| Setzens de final | 18 d’octubre de 2021 | HN S. Longmen  | 2-0      | No a la plantilla | No a la plantilla | No a la plantilla |

Equip: 0, Onze inicial: 0, substituït en: 0, A la banqueta: 0, Sancionat: 0, Lesionat: 0

## Trajectòria
| Temporada | Data                 | Esquerra        | S'ha unit       | Preu          | Transpas     |
| --------- | -------------------- | --------------- | --------------- | ------------- | ------------ |
| 20/21     | 26 de febrer de 2021 | Parc de busen   | CQ Liangjian    | 450 mil euros | Agent lliure |
| 19/20     | 21 de gener de 2020  | Reno. Yamaguchi | Parc de Busan   | 300 mil euros | —            |
| 18/19     | 1 de gener de 2019   | Neftchi         | Reno. Yamaguchi | 300 mil euros | —            |
| 17/18     | 31 de juliol de 2017 | Merallurgia Bk  | Neftchi         | 150 mil euros | Compra       |
| 16/17     | 1 de gener de 2017   | Kokand 1912     | Metallurgia Bk. | 150 mil euros | compra       |
| 15/17     | 1 de gener de 2016   | Neftchi         | Kokand 1912     | —             | compra       |

## Selecció de l'Uzbekistan
El 2016 va jugar a la selecció olímpica d’Uzbekistan. D’urant el campionat d’Àsia (U-23), el 2018, va participar en dos partits de la fase de grups i els partits del torneig final, Tursunov va fer un gol decisiu per la selecció d’Uzbekistan en el pertit de la fase de grups contra Oman. Tursunov va jugar 24 partits i només va marcar 2 gols amb la selecció juvenil d’Uzbekistan. Va debutar amb la selecció de l'Uzbekistan] el maig del 2018. Tursonov va ser seleccionat per juagar a la Copa Asiàtica de l’AFC 2019.

### Estadístiques selecció
| Selecció Uzbekistan | Selecció Uzbekistan | Selecció Uzbekistan |
| Anys                | Partits             | Gols                |
| ------------------- | ------------------- | ------------------- |
| 2018                | 3                   | 0                   |
| 2019                | 2                   | 1                   |
| Total               | 5                   | 1                   |

| Selecció nacional | Debut              | Partits | Gols |
| ----------------- | ------------------ | ------- | ---- |
| Uzbekistan        | 19 de maig de 2018 | 7       | 1    |
| Uzbekistan U23    | —                  | 24      | 2    |
| Uzbekistan U20    | —                  | 4       | —    |

| Lloc       | Data                   | Equip local | Equip visitant | Resultat | Posició           | Entrada | Sortida | Temps |
| ---------- | ---------------------- | ----------- | -------------- | -------- | ----------------- | ------- | ------- | ----- |
| Teheran    | 19 de maig de 2018     | Iran        | Uzbekistan     | 1-0      | CB                |         |         | 90’   |
| Montevideo | 8 de juny de 2018      | Urugaui     | Uzbekistan     | 3-0      | a la banqueta     |         |         |       |
| Taixkent   | 6 de setembre de 2018  | Uzbekistan  | Síria          | 1-1      | no a la plantilla |         |         |       |
| Taixkent   | 11 de setembre de 2018 | Uzbekistan  | Iran           | 0-1      | no a la plantilla |         |         |       |
| Taixkent   | 13 d’octubre de 2018   | Uzbekistan  | Corea del Nord | 2-0      | a la banqueta     |         |         |       |
| Taixkent   | 16 d’octubre de 2018   | Uzbekistan  | Quatar         | 2-0      | Cb                | 64’     |         | 26’   |
| —          | 15 de novembre de 2018 | Uzbekistan  | Líban          | 0-0      | CB                | 76’     |         | 14’   |
| —          | 20 de novembre de 2018 | Uzbekistan  | Corea del Sud  | 0-4      | a la banqueta     |         |         |       |

| Grup             | Lloc      | Data                | Equip local | Equip visitant | Resultat | Posició       | Entrada       | Sortida       | Temps         |
| ---------------- | --------- | ------------------- | ----------- | -------------- | -------- | ------------- | ------------- | ------------- | ------------- |
| Grup F           | Sharjah   | 9 de gener de 2019  | Uzbekistan  | Oman           | 2-1      | A la banqueta | A la banqueta | A la banqueta | A la banqueta |
| Grup F           | Aşgabat   | 13 de gener de 2019 | Turkemistan | Uzbekistan     | 0-4      | A la banqueta | A la banqueta | A la banqueta | A la banqueta |
| Grup F           | Al Ain    | 17 de gent de 2019  | Japó        | Uzbekistan     | 2-1      | A la banqueta | A la banqueta | A la banqueta | A la banqueta |
| Setzens de final | Abu Dhabi | 21 de gener de 2019 | Austràlia   | Uzbekistan     | 4-2      | A la banqueta | A la banqueta | A la banqueta | A la banqueta |

| Lloc           | Data               | Equip local | Equip visitant | Resultat | Posició           | Entrada       | Srtida        | Temps         |
| -------------- | ------------------ | ----------- | -------------- | -------- | ----------------- | ------------- | ------------- | ------------- |
| —              | 22 de març de 2019 | Uruguai     | Uzbekistan     | 3-0      | a la banqueta     | a la banqueta | a la banqueta | a la banqueta |
| —              | 25 de març de 2019 | Xina        | Uzbekistan     | 0-1      | a la banqueta     | a la banqueta | a la banqueta | a la banqueta |
| Antalya/Alanya | 2 de juny de 2019  | Turquia     | Uzbekistan     | 2-0      | no a la plantilla |               |               |               |
| Taixkent       | 7 de juny de 2019  | Uzbekistan  | Corea del Nord | 4-0      | CB                |               |               | 90’           |
| Taixkent       | 11 de juny de 2019 | Uzbekistan  | Síria          | 2-0      | a la banqueta     | a la banqueta | a la banqueta | a la banqueta |

| Grup   | Lloc     | Data                  | Equip local | Equip visitant | Resultat | Posició           | Entrada           | Sortida           | Temps             |
| ------ | -------- | --------------------- | ----------- | -------------- | -------- | ----------------- | ----------------- | ----------------- | ----------------- |
| Grup 4 | Al-Ram   | 5 de setembre de 2019 | Palestina   | Oman           | 2-0      | a la banqueta     | a la banqueta     | a la banqueta     | a la banqueta     |
| Grup 4 | Taixkent | 10 d’octubre de 2019  | Uzbekistan  | Iemen          | 5-0      | no a la plantilla | no a la plantilla | no a la plantilla | no a la plantilla |
| Grup 4 | Singapur | 15 d’octubre de 2019  | Singapur    | Uzbekistan     | 1-3      | no a la plantilla | no a la plantilla | no a la plantilla | no a la plantilla |

| Lloc     | Data                  | Equip local | Equip visitant | Resultat | Posició           | Entrada           | Srtida            | Temps             |
| -------- | --------------------- | ----------- | -------------- | -------- | ----------------- | ----------------- | ----------------- | ----------------- |
| Taixkent | 9 de novembre de 2019 | Uzbekistan  | Kirguizstan    | 3-1      | no a la plantilla | no a la plantilla | no a la plantilla | no a la plantilla |

| Grup   | Lloc     | Data                   | Equip local | Equip visitant | Resultat | Posició           | Entrada           | Sortida           | Temps             |
| ------ | -------- | ---------------------- | ----------- | -------------- | -------- | ----------------- | ----------------- | ----------------- | ----------------- |
| Grup 4 | Taixkent | 14 de novembre de 2019 | Uzbekistan  | Aràbia Saudita | 2-3      | no a la plantilla | no a la plantilla | no a la plantilla | no a la plantilla |
| Grup 4 | Taixkent | 19 de novembre de 2019 | Uzbekistan  | Palestina      | 2-0      | no a la plantilla | no a la plantilla | no a la plantilla | no a la plantilla |

| Lloc      | Data                   | Equip local         | Equip visitant | Resultat | Posició           | Entrada           | Sortida           | Temps             |
| --------- | ---------------------- | ------------------- | -------------- | -------- | ----------------- | ----------------- | ----------------- | ----------------- |
| —         | 23 de febrer de 2020   | Uzbekistan          | Belarús        | 0-1      | no a la plantilla | no a la plantilla | no a la plantilla | no a la plantilla |
| Taixkent  | 3 de setembre de 2020  | Uzbekistan          | Tadjikistan    | 2-1      | no a la plantilla | no a la plantilla | no a la plantilla | no a la plantilla |
| Taixkent  | 8 d’octubre de 2020    | Uzbekistan          | Iran           | 1-2      | no a la plantilla | no a la plantilla | no a la plantilla | no a la plantilla |
| Abu Dhabi | 12 d’octubre de 2020   | Emirats Àrabs Units | Uzbekistan     | 1-2      | no a la plantilla | no a la plantilla | no a la plantilla | no a la plantilla |
| Sharjah   | 12 de novembre de 2020 | Uzbekistan          | Síria          | 0-1      | no a la plantilla | no a la plantilla | no a la plantilla | no a la plantilla |
| Dubai     | 17 de novembre de 2020 | Uzbekistan          | Iraq           | 1-2      | no a la plantilla | no a la plantilla | no a la plantilla | no a la plantilla |
| —         | 15 de febrer de 2021   | Uzbekistan          | Jordània       | 2-0      | no a la plantilla | no a la plantilla | no a la plantilla | no a la plantilla |
| Taixkent  | 29 de març de 2021     | Uzbekistan          | Iraq           | 0-1      | no a la plantilla | no a la plantilla | no a la plantilla | no a la plantilla |

| Grup   | Lloc | Data               | Equip local    | Equip visitant | Resultat | Posició           | Entrada           | Sortida           | Temps             |
| ------ | ---- | ------------------ | -------------- | -------------- | -------- | ----------------- | ----------------- | ----------------- | ----------------- |
| Grup 4 | Riad | 7 de juny de 2021  | Uzbekistan     | Singapur       | 5-0      | no a la plantilla | no a la plantilla | no a la plantilla | no a la plantilla |
| Grup 4 | Riad | 11 de juny de 2021 | Iemen          | Uzbekistan     | 0-1      | no a la plantilla | no a la plantilla | no a la plantilla | no a la plantilla |
| Grup 4 | Riad | 15 de juny de 2021 | Aràbia Saudita | Uzbekistan     | 3-0      | no a la plantilla | no a la plantilla | no a la plantilla | no a la plantilla |

| Lloc     | Data                  | Equip local | Equip visitant | Resultat | Posició | Entrada | Sortida | Temps |
| -------- | --------------------- | ----------- | -------------- | -------- | ------- | ------- | ------- | ----- |
| Estocolm | 5 de setembre de 2021 | Suècia      | Uzbekistan     | 2-1      | CB      |         |         | 90’   |
| Amman    | 9 d’octubre de 2021   | Uzbekistan  | Malàisia       | 5-1      | CB      | 71’     |         | 19’   |
| Amman    | 12 d’octubre de 2021  | Jordània    | Uzbekistan     | 3-0      | CB      |         | 60’     | 60’   |

Plantilla: 18, Onze inicial 4, Substitut a: 3, A la banqueta: 11, Sancionat: 0, Lesionat: 0

## Valor de mercat
| Club                          | Edad de Tursunov | Valor     | Data       |
| ----------------------------- | ---------------- | --------- | ---------- |
| FK Kokand 1912                | 20 anys          | 100.000 € | 15/04/2016 |
| FK Kokand 1912                | 21 anys          | 150.000 € | 21/11/2016 |
| Metallurg Bekabad             | 22 anys          | 150.000 € | 15/07/2017 |
| Nefthi Fergana                | 22 anys          | 150.000 € | 01/09/2017 |
| Neftchi Fergana               | 22 anys          | 250.000 € | 20/05/2018 |
| Neftchi Fergana               | 23 anys          | 300.000 € | 29/12/2018 |
| Renofa Yamagucho              | 24 anys          | 300.000 € | 27/06/2019 |
| Renofa Yamagucho              | 24 anys          | 300.000 € | 28/12/2019 |
| Busan IPark                   | 25 anys          | 425.000 € | 23/06/2020 |
| Busan IPark                   | 25 anys          | 450.000 € | 21/12/2020 |
| Chongqing Liangjiang Athletic | 26 anys          | 700.000 € | 23/08/2021 |